# Honda CB 650F
Honda CB 650F – japoński motocykl typu naked bike produkowany przez koncern Honda od 2014 roku.

## Dane techniczne/Osiągi
Silnik
- typ: czterosuwowy, chłodzony cieczą
- układ: czterocylindrowy, rzędowy
- rozrząd: cztery zawory na cylinder
- pojemność skokowa: 649 cm³
- moc maksymalna: 87 KM (64 kW) przy 11 000 obr./min
- maksymalny moment obrotowy: 63 Nm przy 8000 obr./min

Przeniesienie napędu
- silnik-sprzęgło: koła zębate, 1,69
- sprzęgło: wielotarczowe, mokre
- skrzynia biegów: sześciostopniowa

Podwozie
- rama: stalowa, otwarta, boczna
- hamulec przedni: podwójny tarczowy, 320 mm
- hamulec tylny: pojedynczy tarczowy, 240 mm
- opony przód, tył: 120/70-17, 180/55-17

Wymiary i masa
- wysokość siedzenia: 810 mm
- rozstaw osi: 1450 mm
- minimalny prześwit: 150 mm
- zbiornik paliwa: 17,3 l
- masa pojazdu w stanie suchym z ABS: 208 kg

Dane eksploatacyjne
- prędkość maksymalna: 180 km/h
- przyśpieszenie 0-100 km/h: b.d.
- zużycie paliwa: 4,8 l/100 km